# André du Bus de Warnaffe
Pour les autres membres de la famille, voir Famille du Bus de Warnaffe.
André du Bus de Warnaffe est une personnalité politique belge, née le 18 juin 1955 à Namur et membre du Centre Démocrate Humaniste (cdH). En 1988, il est élu conseiller communal à Etterbeek au sein de la faction cdH dont il devient le chef de groupe. En 1998-99, il est membre de la Chambre des Représentants. De 2004 à 2019, il assume les fonctions de député à la Région de Bruxelles-Capitale et à la Fédération Wallonie-Bruxelles (Communauté française de Belgique). De 2010 à 2014, il siège également au Sénat en tant que sénateur de Communauté. Depuis juin 2019, il poursuit son mandat de conseiller communal à Etterbeek.

## Biographie
Kinésithérapeute de formation et licencié en Santé publique, André du Bus de Warnaffe a aussi une formation de menuisier-ébéniste. Il a été chargé de cours à l’ISCAM et a également travaillé à la Croix-Rouge de Belgique, où il a notamment été responsable de projets d’éducation et de promotion de la santé. De 1999 à 2005, André du Bus de Warnaffe a développé un bureau de consultance chargé de conseiller de grandes entreprises belges et étrangères dans la promotion de la qualité de vie et de la santé au travail.

## Fonctions politiques
- depuis 1988 : conseiller communal à Etterbeek (Chef du groupe cdH jusqu'en 2017)
- 1998 - 1999 : député à la Chambre des représentants de Belgique
- 1999 - 2004 : président de l'arrondissement cdH de Bruxelles-Hal-Vilvorde
- depuis 2004 : député à la Région de Bruxelles-Capitale et
  - depuis 2007 : député à la Fédération Wallonie-Bruxelles (Communauté française de Belgique)
  - de 2010 à 2014 : membre du Sénat
  - 2014 à 2019 : député bruxellois
- depuis 2019 : conseiller communal et député honoraire

## Actions politiques

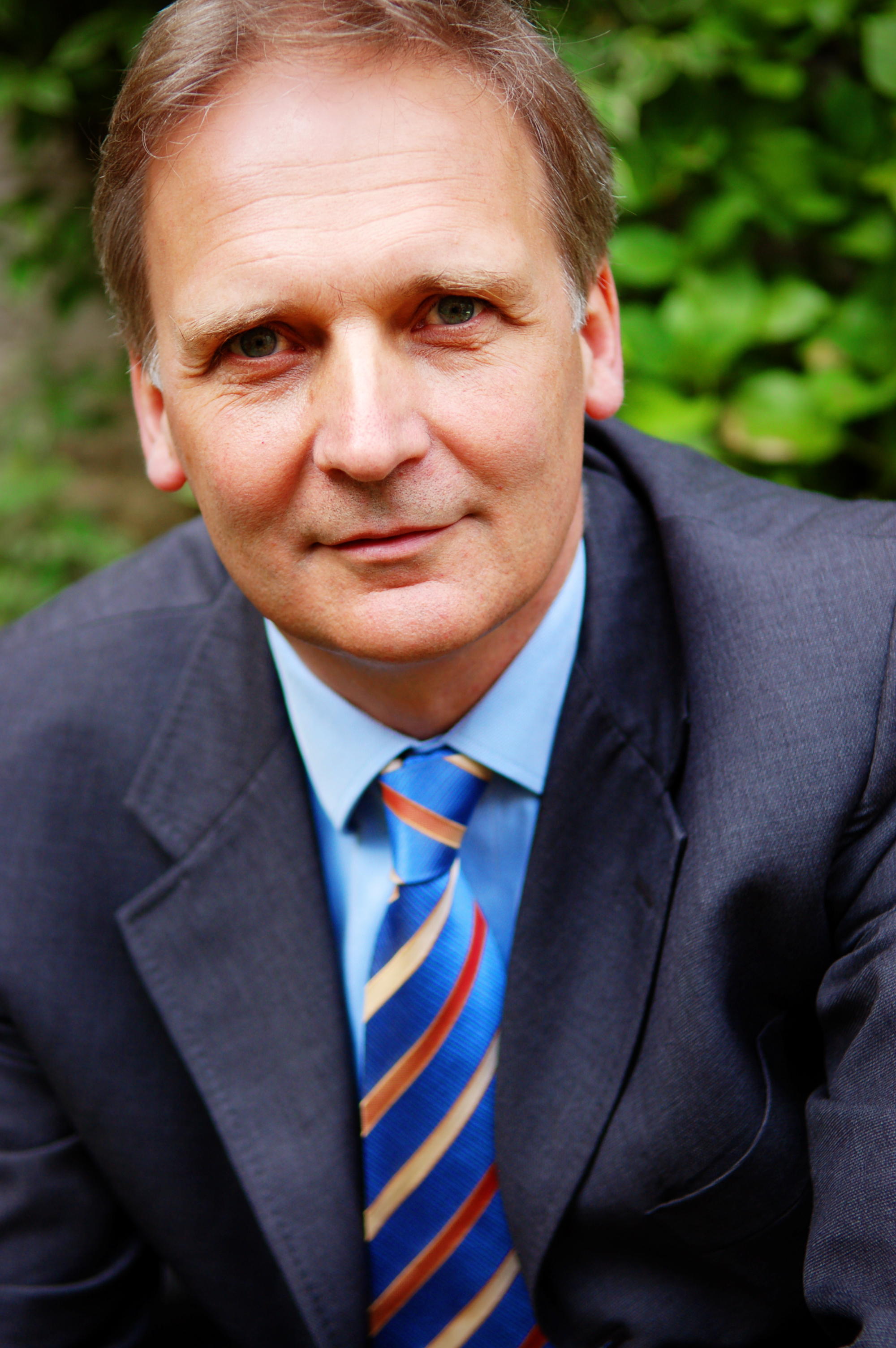
André du Bus en 2008.

- Rapport du Sénat sur les thérapies avancées
- Résolution sur le double diagnostic
- Première proposition de loi pour le Service citoyen
- Proposition de résolution pour le classement de la Forêt de Soignes au patrimoine mondial de l'UNESCO
- Proposition de résolution visant à systématiser le sous-titrage des émissions d'information de la RTBF
- Proposition de résolution visant à assimiler l'activité physique régulière à un outil de santé publique
- Proposition d'ordonnance sur les conseils consultatifs des aînés

## Publications
- L’estime de soi (1999, Editions Croix-rouge de Belgique),
- (en collaboration avec Caroline Hoedemakers et Guy Notelaers), La lutte contre le stress au travail: Contribution de l’analyse des équations structurelles au débat dans l’entreprise, (in: Actes du 12ème Congrès de Psychologie du Travail et des Organisations, 2003, UCL – Presses Universitaires de Louvain).